# 墩子塘街道
墩子塘街道，是中华人民共和国江西省南昌市东湖区下辖的一个乡镇级行政单位。

## 行政区划
墩子塘街道下辖以下地区：
党家巷社区、张家厂社区、墩子塘社区、右营街社区、马家池社区、北湖社区、下水巷社区、江中家委会、儿童医院家委会、公交青山路家委会和市委阳明路家委会。